# Mestilbol
Mestilbol (tên thương hiệu Monomestro hoặc Monomestrol), còn được gọi là diethylstilbestrol monomethyl ether, là một estrogen không steroid tổng hợp của nhóm stilbestrol liên quan đến diethylstilbestrol. Nó được phát triển bởi Công ty Wallace & Tiernan, được cấp bằng sáng chế vào năm 1940, và được giới thiệu sử dụng trong y tế vào những năm 1940, nhưng hiện không còn được bán trên thị trường. Mestilbol đã có sẵn cả hai như là uống thuốc và trong dầu cho tiêm bắp. Thuốc dần dần được demethyl hóa trong cơ thể thành diethylstilbestrol và do đó là một tiền chất của diethylstilbestrol. Mestilbol là một estrogen có hoạt tính cao, mặc dù ít hơn so với diethylstilbestrol, nhưng so với thời gian dài hơn.